# Feritcan Şamlı
Feritcan "Ferit" Şamlı (Istambul, 29 de janeiro de 1994) é um ciclista profissional turco que atualmente corre para o equipa continental Salcano Sakarya.

## Palmarés
2013
- 2º no Campeonato da Turquia Contrarrelógio [2]

2014
- Campeonato da Turquia em Estrada

2015
- 1 etapa do Tour de Ancara

2016
- 1 etapa do Tour de Ancara
- 2º no Campeonato da Turquia Contrarrelógio

2017
- 2º no Campeonato da Turquia Contrarrelógio

2018
- 3º no Campeonato da Turquia Contrarrelógio